# Jennie Carignan
Jennie Carignan, née en 1968 à Asbestos, est une générale et cheffe d'état-major de la Défense canadienne. Elle est la première femme à occuper ce poste et la première femme dirigeante de l'armée d'un pays du G7 ou du G20.

## Biographie
Née en 1968 à Asbestos, Jennie Carignan obtient son diplôme en génie au Collège militaire royal et rejoint officiellement les Forces armées canadiennes en 1990. 
Le 19 juillet 2024, elle devient cheffe d'état-major de la Défense canadienne, la première femme à occuper le poste. Lieutenante-générale, elle est promue, par la même occasion, au grade de générale. Elle devient également la première femme dirigeante de l'armée d'un pays du G7 ou du G20.

## Vie privée
Jennie Carignan est mère de quatre enfants dont deux sont membres des Forces armées canadiennes.

## Distinctions
Jennie Carignan est commandeure de l'Ordre du mérite militaire (CMM), récipiendaire de la Croix du service méritoire (CSM), de la Médaille du service méritoire (MSM) et de la Décoration des forces canadiennes (CD).